# Maija Karma

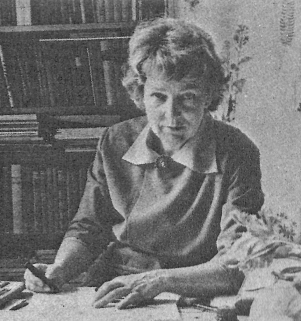
Maija Karma.

Ann-Maj Kaarina (Maija) Karma, född 11 december 1914 i S:t Michel, död 23 oktober 1999 i Helsingfors, var en finländsk grafiker och illustratör. 
Karma studerade vid Helsingfors universitets ritsal 1934–1935, Centralskolan för konstflit (teckningslärarlinjen) 1935–1938 och Åbo ritskola 1938–1939. Hon bedrev fortsatta studier för Aukusti Tuhka 1946–1947 och Tuulikki Pietilä 1957 samt vid Fria konstskolan i slutet av 1940-talet och under 1950-talet. Karma ställde ut första gången 1943 i Åbo. Som grafiker arbetade hon i metallteknik, som tecknare i tusch, kol och blyerts samt akvarell. Hon illustrerade över hundra böcker, främst sagoböcker på 1940- och 1950-talen, och formgav ett stort antal bokpärmar. Till hennes viktigaste uppdrag hörde bland annat illustrering av Zacharias Topelius sagor. I hennes egen sagovärld levde mössen, igelkottarna, kattungarna och andra djur sitt eget liv. Hon har karakteriserats som en snabb tecknare och en känslig kolorist. Hon verkade som illustratör och reklamtecknare vid Huhtamäki Oy 1941–1944 och WSOY 1965–1968. Hon erhöll mellan åren 1954 och 1968 fem pris av Rudolf Koivus stiftelse och belönades bland annat med statens barnkulturpris 1981.